# Byala (Ruse)
Byala (en búlgaro: Бяла) es una ciudad de Bulgaria en la provincia de Ruse.

## Geografía
Se encuentra a una altitud de 51 m s. n. m. a 261 km de la capital nacional, Sofía.

## Demografía
Según estimación 2012 contaba con una población de 8 455 habitantes.
|         | 2004  | 2005  | 2006  | 2007  | 2008  | 2009  | 2010  | 2011  |
| Mujeres | 4 905 | 4 874 | 4 794 | 4 694 | 4 626 | 4 565 | 4 500 | 4 207 |
| Varones | 4 784 | 4 707 | 4 682 | 4 588 | 4 511 | 4 450 | 4 390 | 4 135 |
| Total   | 9 689 | 9 581 | 9 476 | 9 282 | 9 137 | 9 015 | 8 890 | 8 342 |